# Liste der Kulturgüter in Torny
Die Liste der Kulturgüter in Torny enthält alle Objekte in der Gemeinde Torny im Kanton Freiburg, die gemäss der Haager Konvention zum Schutz von Kulturgut bei bewaffneten Konflikten, dem Bundesgesetz vom 20. Juni 2014 über den Schutz der Kulturgüter bei bewaffneten Konflikten sowie der Verordnung vom 29. Oktober 2014 über den Schutz der Kulturgüter bei bewaffneten Konflikten unter Schutz stehen.
Objekte der Kategorien A und B sind vollständig in der Liste enthalten, Objekte der Kategorie C fehlen zurzeit (Stand: 1. Januar 2023).

## Kulturgüter
| Foto |                                                                           | Objekt                                                                              | Kat. | Typ | Standort                                           | Beschreibung |
| ---- | ------------------------------------------------------------------------- | ----------------------------------------------------------------------------------- | ---- | --- | -------------------------------------------------- | ------------ |
| ja   | Datei hochladen · Wikidata zu Schloss Griset de Forel mit Park (Q5609635) | Schloss Griset de Forel mit Park / Château Griset de Forel avec parc KGS-Nr.: 02230 | A    | G   | Middes, Chemin du Château 22 562414 / 179817       |              |
| ja   | Datei hochladen · Wikidata zu Schloss Diesbach (Q5244338)                 | Schloss Diesbach / Château de Diesbach KGS-Nr.: 02328                               | A    | G   | Torny-le-Grand, Route des Ages 9 563881 / 180222   |              |
| BW   | Datei hochladen · Wikidata zu Pfarrkirche Saint-Martin (Q29698399)        | Pfarrkirche Saint-Martin / Église paroissiale Saint-Martin KGS-Nr.: 11120           | B    | G   | Middes, Route de Torny-le-Petit 72 562495 / 180910 |              |